# Императорские университеты Российской империи
Университетская идея впервые реализовалась в России в 1725 году в виде учреждённого в Санкт-Петербурге Академического университета. Но первым образцом классической для России университетской формы явился основанный в 1755 году Императорский Московский университет. Всего в истории Российской империи существовало двенадцать императорских университетов.
| Название при основании                                                                                        | Современное название                                                                                | Учреждение (открытие)                          | Период существования |
| --- | --------------------------------------------------------------------------------------------------- | ---------------------------------------------- | -------------------- |
| Императорский Московский университет                                                                          | Московский государственный университет                                                              | 12 (23) января 1755 26 апреля (7 мая) 1755     | (1755—1917)          |
| Императорский Дерптский университет (1802—1893) Императорский Юрьевский университет (1893—1917)               | Тартуский университет                                                                               | 4 (15) мая 1799 1 (13) мая 1802                | (1802—1917)          |
| Императорский Виленский университет                                                                           | Вильнюсский университет                                                                             | 18 (30) мая 1803                               | (1803—1831)          |
| Императорский Харьковский университет                                                                         | Харьковский национальный университет                                                                | 24 января (5 февраля) 1803 17 (29) января 1805 | (1805—1917)          |
| Императорский Казанский университет                                                                           | Казанский (Приволжский) федеральный университет                                                     | 5 (17) ноября 1804                             | (1804—1917)          |
| Императорский Санкт-Петербургский университет (1819—1914) Петроградский Императорский университет (1914—1917) | Санкт-Петербургский государственный университет отдел в Перми: Пермский государственный университет | 8 (20) февраля 1819 5 (17) ноября 1819         | (1819—1917)          |
| Императорский Александровский университет                                                                     | Хельсинкский университет                                                                            | 21 октября (2 ноября) 1827                     | (1827—1917)          |
| Императорский университет Святого Владимира                                                                   | Киевский национальный университет                                                                   | 15 (27) июля 1834                              | (1834—1917)          |
| Императорский Новороссийский университет                                                                      | Одесский национальный университет                                                                   | 1 (13) мая 1865                                | (1865—1917)          |
| Императорский Варшавский университет                                                                          | Варшавский университет                                                                              | 12 (24) октября 1869                           | (1869—1915)          |
| Сибирский Императорский университет (1878—1888) Императорский Томский университет (1888—1917)                 | Томский государственный университет Сибирский государственный медицинский университет               | 16 (28) мая 1878 22 июля (3 августа) 1888      | (1888—1917)          |
| Императорский Николаевский университет                                                                        | Саратовский государственный университет Саратовский государственный медицинский университет         | 10 (23) июня 1909                              | (1909—1917)          |

К началу 1917 года в России действовало 11 Императорских университетов. Императорский Николаевский университет в Саратове имел в своём в составе только медицинский факультет. Пермский университет (созданный уже постановлением Временного Правительства России от 1 (14) июля 1917 в связи с чем не может считаться «Императорским») также не имел полного состава факультетов.
В конце XIX века в России действовало 10 университетов: Московский (с 1755), Дерптский или Юрьевский (1802), Казанский (1804), Харьковский (1804), Санкт-Петербургский (1819), Александровский в Гельсингфорсе (1827), Св. Владимира в Киеве (1833), Новороссийский в Одессе (1864), Варшавский (1869), Томский (1888). Общее число учащихся в 1900 году — 16 497 студентов и 1109 вольнослушателей. Наибольшее число студентов приходилось на Московский университет (4407, или 29 %), Петербургский (3788, или 22,9 %), Киевский (2604, или 15,9 %) и Харьковский (1387, или 8,4 %). В 1912 году Николай II сообщил: «Совету министров своё мнение по поводу расширения университетской сети: Я считаю, что Россия нуждается в открытии высших специальных заведений, а ещё больше в средних технических и сельскохозяйственных школах, но что с неё вполне довольно существующих университетов. Принять эту резолюцию за руководящее указание».
В течение последних 20 лет XIX века изменения численного состава по университетам имели следующий вид (в скобках % отношение):
| Университеты        | 1880        | 1885        | 1890        | 1894        |
| ------------------- | ----------- | ----------- | ----------- | ----------- |
| Московский          | 1881 (22,9) | 3179 (24)   | 3492 (28)   | 3761 (27,3) |
| Санкт-Петербургский | 1675 (20,5) | 2340 (18,5) | 1815 (14)   | 2673 (19,3) |
| Св. Владимира       | 1050 (12,8) | 1589 (11,5) | 1982 (16)   | 2453 (17)   |
| Юрьевский           | 1073 (13,1) | 1485 (11,5) | 1694 (13)   | 1491 (11)   |
| Харьковский         | 655 (8)     | 1372 (11)   | 1042 (8,5)  | 1090 (8)    |
| Варшавский          | 803 (9,8)   | 1395 (10,5) | 1274 (10,2) | 1152 (8,5)  |
| Казанский           | 794 (8,6)   | 969 (8,5)   | 755 (6,5)   | 816 (5)     |
| Новороссийский      | 352 (4,8)   | 610 (4,5)   | 441 (3,8)   | 506 (3,5)   |
| Всего:              | 8193 (100)  | 12939 (100) | 12495 (100) | 13944 (100) |

По невошедшим в таблицу университетам число студентов (1894): в Александровском университете — 965 студентов, в Томском — 387.
По факультетам студенты распределялись следующим образом (в %):
| Факультеты              | 1880 | 1885 | 1894 | 1899 |
| ----------------------- | ---- | ---- | ---- | ---- |
| Юридический             | 22,3 | 30,2 | 36,9 | 43,1 |
| Медицинский             | 46   | 38   | 37   | 28,1 |
| Физико-математический   | 20   | 21,2 | 20,3 | 22,9 |
| Историко-филологический | 11,3 | 9,8  | 5,2  | 3,9  |
| Восточных языков        | 0,4  | 0,8  | 0,6  | 1,1  |

В мае 1849 года контингент студентов в каждом университете на всех факультетах (кроме медицинского и богословского) был ограничен до трёхсот человек.

## История
Первым российским университетом был Академический университет Петербургской академии наук основанный 28 января 1724 года в составе Петербургской Академии наук. Через 30 лет появился Императорский Московский университет, учреждённый в 1755 году.
Пять Императорских университетов было учреждено в первые годы правления Александра I, в начале XIX века. Учреждённый ранее Императорский Московский университет получил в этот период первый Устав (1804).
Этому предшествовало создание Министерства народного просвещения (1802), задачей которого становится полная реорганизация всего учебного процесса в Российской империи. Министерство разрабатывает и публикует: «Устав университетов Российской империи» и «Устав учебных заведений, подведомственным университетам» (1804). Вся территория России была разделена на 6 учебных округов по числу существовавших и предполагавшихся к открытию университетов: Московский, Дерптский, Виленский, Петербургский, Казанский и Харьковский.

### Университетская автономия
Принципы автономии нашли своё отражение уже в самом Проекте об учреждении Московского университета (1755), впервые в российской истории даровавшем университету ряд корпоративных прав, в том числе судебный иммунитет. В то же время университет был лишён прав самоуправления, управлялся назначаемым чиновником.

### Уставы

#### Устав 1804 года
Первый устав Императорского Московского университета (распространён тогда же с незначительными местными изменениями на открывающиеся Харьковский и Казанский университеты, в 1824 на Санкт-Петербургский университет). Подписан императором Александром I 5 ноября 1804 года вместе с Утвердительной грамотой Императорского Московского университета, являлся частью реформ системы народного просвещения России начала XIX века. Ещё ранее были утверждены аналогичные уставы для Дерптского (12 декабря 1802 года) и Виленского (18 мая 1803 года) университетов.

#### Устав 1835 года
Общий устав российских университетов, утверждён императором Николаем I 26 июля 1835 года. Наиболее значительную роль в подготовке Устава сыграло Министерство народного просвещения во главе с С. С. Уваровым.

## Управление

### Конференция профессоров
Конференция профессоров — совещательный орган управления Московским университетом, введённый Проектом об учреждении Московского университета (1755) для обсуждения вопросов научной и учебной деятельности университета. Первое заседание состоялось 16 (27) октября 1756. После принятия «Предварительных правил народного просвещения» (1803) место Конференции занял полноправный орган университетского самоуправления — Совет университета.
Конференция собиралась один раз в неделю, по субботам, под председательством директора университета; в особо важных случаях заседания посещали кураторы университета. На заседаниях каждый профессор мог «представить обо всём, что он по своей профессии усмотрит за необходимо нужное и требующее поправления». Конференция утверждала порядок лекций в университете и учебные руководства, которыми должны были пользоваться профессора при чтении лекций. К ведению Конференции относились все студенческие дела: приём и исключение студентов, выдача свидетельств об обучении в университете, ежегодное распределение медалей или иных наград лучшим студентам, назначение наказаний за провинности. Конференция проводила испытания для учителей, ищущих места в университетской гимназии, а также экзаменовала молодых университетских учёных перед тем, как поручить им чтение лекций. В Конференции происходили защиты диссертаций (в условиях, когда в университете официально не были утверждены учёные степени, Конференция назначала защиту таких диссертаций для претендентов на профессорские кафедры). Конференцией также решались вопросы комплектования университетской библиотеки, содержания физического и минералогического кабинетов, утверждались темы речей профессоров на торжественных актах в университете.

### Университетские ректоры (директоры)

#### Директор
Директор — высшая административная должность в Императорском Московском университете (1755—1803). Была введена Проектом об учреждении Московского университета и отменена в связи с введением поста ректора (1803). Директор назначался из числа сторонних чиновников по представлению куратора университета . Директор должен был «стараться о благосостоянии университета», распоряжаться его финансами, вместе с профессорами управлять учебным процессом в университете и университетской гимназии, вести переписку университета с присутственными местами, делать регулярные отчёты о деятельности университета кураторам и при необходимости требовать их апробации. Директор председательствовал в Конференции профессоров и вместе с ними рассматривал вопросы, связанные с преподаванием в университете, зачислением новых учителей в гимназию, распоряжался приёмом и исключением студентов, выдавал аттестаты об успешно сданных университетских экзаменах, распределял студенческие награды, наблюдал за изданием книг в типографии университета.

#### Ректор
Ректор — высшая административная должность в университете. Введена в российских университетах (1803) в соответствии с «Предварительными правилами народного просвещения». В Московском университете должность ректора пришла на смену должности директора. По уставу 1804 года избирался из ординарных профессоров Советом университета путём баллотировки по большинству голосов сроком на 1 год (с 1809 — на 3 года, 1835 — на 4 года); утверждался в должности императором по представлению министра народного просвещения. С 1850 года согласно Правилам от 11.4.1849 «О порядке избрания ректоров в университеты» ректор назначался министром народного просвещения. Устав 1863 года возвратил систему избрания ректора Советом университета. По уставу 1884 года «избирался» министром народного просвещения из ординарных профессоров университета. Согласно Временным правилам 1905 года должность ректора вновь стала выборной.
Ректор председательствовал с правом решающего голоса в заседаниях Совета университета, Правления и иных университетских комиссиях, имел право председательствовать в Советах факультета, давал отчёт о хозяйственной деятельности университета сначала Совету университета, а затем Правлению. По уставу 1884 года ректор получил право надзора над преподавателями с возможностью вынесения выговора и удаления из университета (в отношении приват-доцентов), назначал дату приёмных и переводных испытаний, подписывал вместе с профессорами дипломы студентов об окончании университета.

### Правление университета
Правление — административный орган, осуществляющий непосредственное руководство делами университета. Создан в 1804 году. В Московском университете заменил ранее существующую Канцелярию при директоре университета.
Согласно Уставу 1804 года Правление «заключает в себе исполнительную власть университета, занимается внутренним устройством Университета и благочинием, сносится с другими Государственными местами по делам до Университета касающимися». Правление состояло из ректора, деканов всех факультетов, непременного заседателя (1804—1835), синдика (1835—1863), проректора (с 1863), советника по хозяйственной части (с 1884). В 1804—1835 годах синдик приглашался в Правление при рассмотрении дел университетского суда, требующего согласования с государственными законами. Согласнам Уставам 1835 и 1863 годов, при рассмотрении студенческих дел в заседаниях Правления также мог участвовать инспектор с правом голоса наравне с другими членами. Заседания Правления происходили не реже одного раза в неделю, его протоколы и финансовые отчёты сообщалось попечителю.
Правление занималось хозяйственным обеспечением деятельности университетов, распределяло денежные суммы, отпускавшиеся на университет, контролировало доходы и расходы, участвовало как одна из инстанций в университетском суде, занималось урегулированием внутриуниверситетских спорных вопросов и разбором студенческих дел. Правление имело собственную канцелярию во главе с секретарём, назначавшимся попечителем (в 1835—1863 годах канцелярию возглавлял синдик), полицию (с 1835), штат служащих (кассир, бухгалтер, эконом, экзекутор и др.). По Уставу 1884 года Правление получило право назначения на университетские должности, не связанные с преподаванием.

### Университетские инспекторы
Административная должность, введённая в российских университетах по Уставу 1804 года для руководства казённокоштными студентами. Инспектор избирался Советом университета из ординарных профессоров, имел помощников из числа окончивших курс кандидатов или магистров, в обязанность которых входило ежемесячно представлять инспектору ведомость о поведении студентов, а также незамедлительно докладывать о всех происшествиях и проступках.
Устав 1835 года изменил функции инспектора, передав в его ведение всех студентов университета, как казённокоштных, так и своекоштных. На должность инспектора попечитель с разрешения министра народного просвещения назначал бывших военнослужащих и гражданских чиновников, получавших при этом право на чин 7-го класса. Инспектор подчинялся непосредственно попечителю.
По Уставу 1863 года в связи с опасностью роста студенческого движения функции инспектора были несколько изменены. На эту должность избирался чиновник «из числа окончивших университетский курс». Должность инспектора была приравнена к должности проректора. Инспектор получал право заседать в Совете университета без права голоса, участвовать в работе университетского суда и Правления университета с правом голоса по студенческим делам. В его распоряжении находились помощники и секретарь по студенческим делам, избираемые Советом университета. Инспектор действовал на основании «Правил о студентах», вырабатывавшихся Советом.
По Уставу 1884 года инспектор назначался министром народного просвещения по представлению попечителя учебного округа, находился в подчинении попечителя, но исполнял и «законные требования» ректора. В его задачу входило следить за исполнением внутриуниверситетских правил и инструкций, сам же он действовал на основании предписаний министерства. Инспектор имел помощников, назначавшихся попечителем с согласия ректора, секретарь по студенческим делам, мог самостоятельно нанимать на работу младший персонал. Особенность Устава состояла в том, что теперь именно инспектору принадлежало право решения по делам о проступках студентов, которые он мог рассматривать или совместно с ректором и Правлением, или единолично, при этом являясь фактически независимым от университета. Дальнейшее расширение прав инспектора, однако, не внесло успокоения в университетскую жизнь, напротив, часто возникавшие конфликты между инспекцией и студентами университетов в конце XIX — начале XX века. приводили к всплескам студенческого движения.
Согласно Временным правилам 1905 года, корректировавшим Устав 1884 года, управление инспекцией вновь было передано ректору и Совету университета, а решение по студенческим делам — профессорскому дисциплинарному суду. Однако эти уступки привели лишь к дальнейшей радикализации требований студентов. Для усмирения студенческих выступлений в 1905—1912 годов власти несколько раз вынуждены были использовать полицию.
Должность инспектора была отменена в ходе университетских преобразований после 1917 года.

### Попечители учебных округов
Высшая административная должность университетского учебного округа. Была введена в 1803 году в соответствии с «Предварительными правилами народного просвещения», сформировавшим в России систему учебных округов во главе с университетами. Главной задачей попечителя являлось осуществление связи между университетом и Министерством народного просвещения (с 1835 года к попечителям перешёл также административный контроль за средними и начальными училищами учебного округа).
Попечитель назначался именным указом императора, подчинялся непосредственно министру народного просвещения, входил в Главное правление училищ (коллегиальный орган управления министерством). Через попечителей на утверждение министра представлялись все выборные должности университетов (по сложившейся с начала XIX века практике, именно попечителями во многом определялся подбор университетских профессоров).
| Университет                                                                       | Учебный округ                                                                   | Попечители |
| --------------------------------------------------------------------------------- | ------------------------------------------------------------------------------- | --- |
| Московский университет (1803—1917)                                                | Московский учебный округ                                                        | Попечители Московского учебного округа |
| Дерптский (Юрьевский) университет (1802—1893 — Дерптский) (1893—1917 — Юрьевский) | Дерптский (Рижский) учебный округ (1802—1893 — Дерптский) (1893—1917 — Рижский) | Попечители Дерптского учебного округа, Попечители Рижского учебного округа                                                                    |
| Виленский университет (1803—1831)                                                 | Виленский учебный округ                                                         | А. Е. Чарторыйский (1803—1823), Н. Н. Новосильцев (1824—1831)                                                                                 |
| Харьковский университет (1803—1917)                                               | Харьковский учебный округ                                                       | Попечители Харьковского учебного округа |
| Казанский университет (1804—1917)                                                 | Казанский учебный округ                                                         | Попечители Казанского учебного округа |
| Варшавский университет (1869—1917)                                                | Варшавский учебный округ                                                        | Попечители Варшавского учебного округа |
| Петербургский университет (1819—1917)                                             | Петербургский учебный округ                                                     | Попечители Петербургского учебного округа |
| Университет Св. Владимира (1834—1917)                                             | Киевский учебный округ                                                          | Попечители Киевского учебного округа |
| Новороссийский университет (1869—1917)                                            | Одесский учебный округ                                                          | Попечители Одесского учебного округа |
| Томский университет (1878—1917)                                                   | Западно-Сибирский учебный округ (1885—1917)                                     | В. М. Флоринский (1885—1898), А. И. Судаков (1898—1899), Л. И. Лаврентьев (1899—1914), А. Ф. Гефтман (1914—1915), Н. И. Тихомиров (1915—1917) |
| Николаевский университет (1909—1917)                                              | Казанский учебный округ                                                         | А. Н. Деревицкий (1905—1911), Н. К. Кульчицкий (1912—1914), И. А. Базанов (1914—1915), М. М. Ломиковский (1915—1917)                          |

## Преподавательские должности
В соответствии с законодательством Российской империи университеты были включены в общий табель о рангах. Профессорам и преподавателям присваивались классные чины. Они носили форменные мундиры. Ректор имел чин 5-го класса, ординарный профессор — 7-го класса, экстраординарный профессор, адъюнкт и прозектор — 8-го класса. Учёные степени также давали право на чины. При поступлении на государственную службу доктор наук получал чин 8-го класса, магистр — 9-го, кандидат — 10-го класса.
К концу службы многие профессора достигали чина действительного статского советника (равного генеральскому званию), некоторым удавалось дослужиться до чина тайного советника. Учёная деятельность открывала путь к дворянству. Согласно законам, чин 9-го класса давал личное, 4-го класса (действительный статский советник) — потомственное дворянство.
В российских университетах до революции существовали преподавательские должности адъюнкта, приват-доцента, доцента, экстраординарного профессора, ординарного профессора:
Единственным учёным званием в Российской империи являлось звание заслуженного профессора.

## Учёные степени
В Российской империи (1803—1918) действовала трёхступенчатая система учёных степеней доктор—магистр—кандидат, присуждаемых Советами факультетов высших учебных заведений Российской империи.
Действительный студент — степень, присваиваемая выпускникам университетов, окончившим университет без отличия (успешно выдержавшим экзамены, но не набравшего нужного для получения степени кандидата университета количества баллов. Действительный студент через год после окончания университета мог подать прошение для получения учёной степени кандидата университета, и получить её в случае успешного прохождения испытания.

## Студенты
Первоначально подчиненные только университетскому суду, студенты обязывались соблюдать «истинное благочестие», «прилежать к наукам», соблюдать «благородное поведение» и избегать всего, что могло бы оскорбить достоинство университета. Эти правила, впоследствии дополненные и изданные печатно, выдавались студентам, которые, принимая их, обещались строго исполнять их, в знак чего, вместо присяги, подавали правую руку.
В 1780-х годов уже действовал студенческий «устав», в котором определялись условия для поступления в университет и обязанности студента, «как христианина, как подданного российской империи, как студента относительно к учению и к поведению». Получая устав, каждый студент подписывал формальное обещание в качестве христианина и честного человека «во всем поступать по силе данного ему устава». Нарушение обещания влекло за собою лишение выгод и даже исключение. Кроме того, за проступки и дурное поведение отнимали шпаги, сажали на хлеб и на воду, одевали на три дня в крестьянское платье и лишали жалованья за месяц, назначая эти деньги на покупку библии, которую и заставляли читать.
Первоначальный студенческий мундир — зеленого сукна с красным воротником, обшлагами и подбоем — был в 1800 году утвержден законом в виде «кафтана темно-зеленого сукна», с воротником и обшлагами малинового цвета и белыми пуговицами, в одной половине которых был герб Империи, а в другой — «атрибуты учености».
Более точную организацию студенчества и его быта дает Университетский устав 1804 года, общий для Императорских университетов.
В студенты принимались успешно окончившие курс в гимназии и представившие свидетельства от директора о хорошем поведении; остальные принимались по экзамену в комитете, назначенном ректором, по латинскому (не всегда) и новым языкам, а также начальным основаниям других наук.
Университет был главным судьей над студентами. В делах гражданских он разбирал все тяжбы и иски со студентов, за исключением дел о недвижимых имениях; в уголовных — производил следствие и посылал своего синдика заседать на суде в качестве депутата. В делах, касающихся нарушения университетского порядка, университетское начальство являлось единственным судьёй, подвергая виновных трехдневному или четырнадцатидневному заключению в карцере.
Непосредственною властью над студентами был облечен инспектор, избиравшийся из ординарных профессоров и обязанный быть «блюстителем порядка и благочиния, посещать покои воспитанников, нерадивых увещаниями привлекать к должности и стараться возбудить прилежание к учению». У него были два помощника, которые ближайшим образом наблюдали за поведением студентов и за их занятиями, «о дерзостях и соблазнительных поступках немедленно доносили инспектору» и проч. В некоторых университетах (например, Казанском) в помощь последним выбирались еще так называемые камерные студенты, однако, ни правила эти, ни блюстители их не были тягостью для студентов: все шло спокойно, и если случались кое-какие беспорядки — например, в Казанском университете, — то исключительно вследствие некультурности и грубости студентов.
Начиная с 1820 года, под влиянием политических событий и движений в западной Европе, Министерство народного просвещения сочло нужным прибегнуть к некоторым мерам, усложнившим студенческую жизнь. Так, в 1820 году студентам Дерптского университета были запрещены поездки за границу; в 1823 году им было запрещено участвовать в домашних спектаклях.
С 1819 года началось известное преобразование Казанского университета попечителем Казанского учебного округа М. Л. Магницким, по инструкции которого «надзиратели, постоянно наблюдая за студентами и управляя каждым их шагом, должны водить их из одной комнаты в другую, устанавливать в ряды, осматривать волосы, платье, кровати… Вне стен университетского здания полиция и университетское начальство постоянно следили за тем, что было противно нравственности и христианской религии».
Эти же начала стали применять с 1821 года и к студентам Санкт-Петербургского университета. В 1824 году опубликованы новые, в духе Магницкого, правила для студентов всех вообще университетов; от них требовалось:
- чтобы они почитали университетское начальство и всякое государственное с должным повиновением,
- вели жизнь богобоязненную, по правилам вероисповедания, не причиняя никому обиды, и за причиненные им искали удовлетворения законным порядком;
- рачительно посещали и слушали лекции профессоров;
- ни в какие тайные связи и общества не входили;
- театры, рауты и т. п. собрания и увеселения посещали только с письменного разрешения начальства университетского, а равно без оного не отлучались за город даже для ботанических гербаризаций;
- книг, противных христианству и существующим системам правительств, в особенности же Российского государства, и других соблазнительных отнюдь не читали и т. д.

Эти правила потребовали со стороны начальства усиленного наблюдения, ввиду чего было удвоено число надзирателей. В 1827 году найдено было необходимым находившихся на собственном содержании студентов, за пределами университетов, подчинить надзору полиции.
Продолжавшееся и далее усиление надзора в самом университете вызвало снабжение инспекторов новою инструкцией, которая давала им бесконтрольное право вмешиваться во все подробности духовной, нравственной и умственной жизни студента и по своему «искоренять зло» (1834).
Оканчивающие университетский курс с 1819 года стали получать ученые степени: кандидата и действительного студента.
Университетский устав 1835 года произвел в студенческом быту следующие изменения: окончившие курс в гимназиях принимались в университет не иначе как по вступительному экзамену; вольнослушатели допускались с большими затруднениями; вследствие изъятия из компетенции университетского совета полиции, суда и хозяйственного управления, студенты подпали под исключительное ведение (даже вне университетских стен) инспектора, избираемого попечителем учебного округа из военных или гражданских чиновников и непосредственно ему подчиняющегося. Сделаны были распоряжения «к устранению недостатков наружного образования, например, о стрижке волос по определенной форме, о заведении вечеров в общих залах, с участием лучшего общества» и т. п. Дополнительные мероприятия требовали от студентов самого строгого соблюдения в ношении форменной одежды и отдания чести при встрече с военными генералами, лишали их возможности держать экзамены в случае пропуска значительного числа лекций без особо уважительных причин, запрещали заграничные отлучки, разве только с особого разрешения министра народного просвещения, лишали доступа в университет лиц, не имеющих законных доказательств о своем происхождении, повышали плату за ученье и требования при экзаменах.
За три года до революции 1848 года последовало распоряжение о подчинении генерал-губернаторам Харьковского и Киевского университетов, а с наступлением событий 1848 года в Западной Европе министерство народного просвещения озаботилось усилением надзора «за духом преподавания, за поведением студентов и благочинием преподавателей и профессоров».
Ограничив число слушателей в университете тремястами (кроме медицинских факультетов), стали включать в число казеннокоштных только со второго курса; на второй год на одном курсе оставляли лишь с особого разрешения министра народного просвещения.
В январе 1850 года последовало распоряжение принимать в число студентов «молодых людей преимущественно из дворян»; в том же году упразднены казеннокоштные студенты в Санкт-Петербургском университете. Постепенно повышалась, вместе с тем, плата за слушание лекций.
Все эти меры достигли своей цели: общее число студентов в Санкт-Петербургском, Московском, Харьковском, Казанском, Киевском и Дерптском университетах с 3998 упало к 1850 году до 3018, а впоследствии ещё снизилось.
Вслед за вступлением на престол императора Александра II и началом реформ был вновь разрешен неограниченный прием студентов, что не замедлило оказать влияние на увеличение числа слушателей; так, в Санкт-Петербургском университете вместо 159 студентов в 1854 году к 1 января 1859 года было до 1000.
Вследствие недоразумений, возникавших у студентов с чинами полиции, в 1859 году последовало постановление, по которому студенты наравне с прочими гражданами должны были подчиняться полицейским распоряжениям и надзору полиции.
Казеннокоштным студентам позволено было жить на вольных квартирах, с получением стипендий; всем студентам разрешено ходить вне университета в партикулярном платье; в мае 1861 года форменная одежда — по объяснению некоторых, вследствие часто возникавших беспорядков — была вовсе отменена.
Происходившие в 1857—1859 годах волнения среди студентов вызвали со стороны министерства народного просвещения опубликование новых, прозванных «матрикулами», правил, которыми, между прочим, воспрещались всякие сходки студентов без разрешения начальства, а также объяснения с ним через депутатов; студентам вменялось в непременную обязанность точное посещение лекций, с соблюдением порядка и тишины, без всяких знаков одобрения или неодобрения; за неисполнение правил предписывалось немедленное увольнение.
Последовавшие вслед за опубликованием этих правил студенческие волнения 1861—1862 годов привели к выработке устава 1863 года.
По этому уставу все дела о нарушении со стороны студентов порядка, установленного в «зданиях и учреждениях» университета, или о столкновениях между студентами, с одной стороны, и преподавателями и должностными лицами университета, с другой, хотя бы они произошли и вне зданий и учреждений университета, — переданы из правления университетскому суду, состоявшему из трех профессоров.
Непосредственное наблюдение за исполнением правил, установленных для студентов и посторонних слушателей, возлагалось на особое лицо, избираемое советом на три года из ординарных профессоров (проректор) или из сторонних чиновников (инспектор) и утверждаемое министром народного просвещения. Все учащиеся разделены на студентов и посторонних слушателей. Факультетам предоставлено ежегодно предлагать темы, с назначением за удовлетворительную их разработку медали золотой или серебряной или же только почетного отзыва.
Считая студентов за «отдельных посетителей университета», устав 1863 года «не допускал никакого действия их, носящего на себе характер корпоративный», а потому и запрещал им иметь свою студенческую кассу, библиотеку и читальню.
В 1867 году одновременно с усилением полицейского надзора над студентами Московского университета, воспрещено и всем остальным устраивать концерты, спектакли, чтения и другие публичные собрания. Десять лет спустя университетскому начальству дозволено для прекращения сходок приглашать в здание университета административные и полицейские власти. Для усиления надзора в стенах университета был в 1883 году увеличен штат «служителей инспекции» (педелей).
Устав 1884 года требовал от поступающих в университет свидетельства о безукоризненном поведении от местной полиции и безусловно запрещал устройство в зданиях университета студенческих читален, столовых, кухмистерских, концертов, балов и других публичных собраний, не имеющих научного характера, и участие в каких бы то ни было тайных обществах и кружках. Нарушители правил подвергались:
- выговору;
- аресту в карцере от 24 часов до 4 недель;
- выговору и аресту с объявлением, что виновный, в случае нового проступка, будет немедленно удален;
- временному увольнению;
- исключению.

В 1885 году, как «средство для надзора за студентами и для поддержания в их среде должного порядка», по мнению одних членов государственного совета, и «как орудие для восстановления духа товарищества и упрочения между студентами добропорядочного поведения», по мнению других, — была восстановлена форменная одежда для студентов. В том же году студентам было запрещено вступать в брак все время пребывания их в университете.
В 1889 году окончившим полный курс даны для ношения золотые или серебряные вызолоченные жетоны, замененные в 1899 году нагрудными знаками.
С 1900 года ежегодно начали выделяться средства на усиление личного состава инспекции в университетах и на наем низших служителей инспекции, а также единовременно на устройство студенческих общежитий при университетах.
В 1901 году министром народного просвещения утверждаются «Временные правила организации студенческих учреждений в высших учебных заведениях министерства народного просвещения», вносящие новые начала в устройство быта студентов. Начальству высших учебных заведений предоставляется по ходатайству студентов разрешать открытие студенческих кружков для научно-литературных занятий, кружков для занятий искусствами, ремеслами и разного рода физическими упражнениями, а равно студенческих столовых, чайных, касс (взаимопомощи, ссудосберегательных, вспомоществования), попечительств с целью приискания занятий для недостаточных студентов, библиотек и читален.
Для обсуждения вопросов по указанным учреждениям разрешены курсовые и факультетские (если на факультете не более 300 слушателей) студенческие собрания, с указанием места, времени и обсуждаемых вопросов, каждый раз по особому разрешению и в присутствии одного начальственного лица, которое в случае уклонения может закрыть собрание.
Собрание избирало курсовых и факультетских старост (на год) и всех вообще выборных в подлежащие комиссии студенческих учреждений, с утверждения начальника заведения.
Обязанности старост: подача прошений университетскому начальству на созыв собраний и вообще сношения с ним, а так же заведование всеми студенческими учреждениями, под надзором и руководством начальства, без дозволения которого запрещалось вывешивать какие-либо объявления и воззвания, устраивать сходки, собрания или совещания. Все денежные суммы студенческих учреждений хранились у казначея учебного заведения и расходовались по особой инструкции, утвержденной попечителем учебного округа.
Помимо ревизионных комиссий из выборных студентов, под председательством профессора или должностного лица, начальник заведения мог проикзводить внезапные ревизии. Столовые, чайные, библиотеки и читальни находились под надзором особого должностного лица. Членами студенческих кружков могли быть так же лица, оставленные при заведениях, приват-доценты и лаборанты, а присутствовать профессора и преподаватели.
В составе студентов долгое время числились только мужчины. Впервые осенью 1859 г. Н. И. Корсини (Утина) слушала курсы на юридическом факультете Петербургского университета. В том же учебном году ее примеру последовали А.П. Блюмпер (Кравцова), М. А. Богданова (Быкова), Н. П. Суслова (Эрисман), М.А. Бокова (Сеченова), Е. И. Корсини (Висковатова), появились женщины и в аудиториях Киевского университета. Однако устав 1863 г. оставил в силе запрет на посещение женщинами учебных аудиторий, препятствующий их включению в состав студентов. С 1869 года для женщин начинают организовывать специальные высшие курсы, не являющиеся университетами.
Только после революции 1905 года университеты стали явочным порядком разрешать допускать женщин к занятиям в университетах. К 1906 году женщины были допущены во все университеты, кроме Варшавского. К 1908 году число вольнослушательниц университетов достигло двух тысяч человек. В Казанском университете обучались 300 девушек, в Московском — 250, в Одесском — 170, Петербургском — 240, Харьковском — 540, Юрьевском — 170, остальные в Киевском и Томском. Однако уже 15 мая 1908 г. министр просвещения Шварц издал циркуляр, которым запретил принимать женщин в университет, что было позднее подтверждено Советом Министров, который уполномочил Шварца «ни под каким видом» не допускать женщин в университеты, «пока существующий закон не изменен», однако слушательницам было разрешено окончить обучение. Законом от 19 декабря 1911 г. женщинам предоставлено право становиться вольнослушательницами, а также проходить окончательные испытания, но получение диплома не предоставляло им, в отличие от мужчин, сословные и служебные права. С началом первой мировой войны, из-за возросшей потребности во врачах, женщины получили возможность быть полноправными студентками медицинских факультетов некоторых университетов.

## Знаки отличия, почётные звания и награды

### Почётные члены университетов
Почётный член университета — почётное звание, присваиваемое в знак признания особых заслуг в области науки и просвещения. Звание было установлено Уставом 1804 года. Университеты получили право удостаивать этим званием людей, «прославившихся учением и дарованиями, как из природных Россиян, так и из иностранцев». В соответствии с Уставом университеты получили право удостаивать этим званием людей, «прославившихся учением и дарованиями, как из природных Россиян, так и из иностранцев». Иностранные почётные члены по представлению Совета университета должны были получать ежегодное жалование и вести с университетом переписку, сообщая о европейских научных достижениях и выполняя различные поручения университета за границей. При их выборе преимущество отдавалось профессорам иностранных университетов и членам академий. Одним из первых почётных членов среди россиян был избран меценат П. Г. Демидов. Среди иностранцев почётными членами Московского университета в 1804 были избраны И. В. Гёте, Ф. Шиллер и Х. М. Виланд.
Звание почётного члена университетов присваивалось до 1917 года.

### Заслуженные профессора
Заслуженный профессор — почётное звание, с 1804 года присваиваемое профессорам университетов за 25 лет беспорочной службы с назначением пенсии в размере годового оклада. С 1835 года учёный, выслуживший звание заслуженного профессора, увольнялся из университета, а его кафедра объявлялась вакантной. Заслуженный профессор имел право повторно баллотироваться по кафедре на срок ещё до пяти лет, но по окончании срока вторичного избрания мог продолжить преподавание только с разрешения министра народного просвещения при отсутствии надлежащей замены среди более молодых учёных университета. Заслуженный профессор имел также право участвовать во всех факультетских и общеуниверситетских собраниях.
Звание было отменено в 1918 году.

## Хроника важнейших событий в истории Императорских российских университетов
- 1755, 12 января — Указ Елизаветы Петровны об учреждении Императорского Московского университета.
- 1755, 26 апреля — Торжественное открытие Императорского Московского университета.
- 1756, 26 апреля — Выход первого номера «Московских ведомостей» в типографии университета.
- 1756, 3 июля — Открытие библиотеки Московского университета.
- 1786—1793 — Строительство здания Московского университета на Моховой улице по проекту М. Ф. Казакова.
- 1792 — Защита первой докторской диссертации в Московском университете.
- 1799 — Указ Павла I о создании Императорского Дерптского (позднее Юрьевского) университета.
- 1802 — Создание Министерства народного просвещения, в ведение которого переданы все университеты.
- 1803 — Открытие Императорского Дерптского университета.
- 1804 — Открытие Императорского Казанского университета.
- 1804, 5 ноября — Утверждение Александром I Устава Императорского Московского университета, действие которого было распространено и на другие университеты.
- 1805, 17 января — Открытие Императорского Харьковского университета.
- 1809, 6 августа — Указ Александра I об экзаменах на чин (необходимо университетское образование).
- 1812, сентябрь — Пожар в зданиях Московского университета.
- 1816 — Возникновение Императорского Варшавского университета.
- 1817 — Начало восстановления здания Московского университета под руководством архитектора Д. Жилярди.
- 1819, 20 января — Утверждение «Положения о производстве в ученые степени».
- 1819, 14 февраля — Открытие Императорского Санкт-Петербургского университета.
- 1820-е — Попытка М. Л. Магницкого, Д. П. Рунича и других свернуть университетское образование в России.
- 1827, 21 октября — Основание Императорского Александровского университета в Гельсингфорсе.
- 1830, 10 ноября — Указ Николая I о передаче всего здания Двенадцати коллегий Санкт-Петербургскому университету.
- 1831 — Закрытие Императорского Варшавского и Императорского Виленского университетов в связи с польским восстанием.
- 1833, 8 ноября − Указ Николая I об открытии Императорского университета св. Владимира в Киеве.
- 1835, 8 марта — Защита первой докторской диссертации в Императорском Санкт-Петербургском университете.
- 1835, 26 июля — Утверждение Николаем I Общего устава императорских российских университетов.
- 1848—1854 — Меры Правительства по ограничению университетского образования в России[42].
- 1849, 11 апреля — Указ Правительствующего Сената о назначении ректоров университета министром народного просвещения.
- 1849, 1 мая — Распоряжение Николая I об ограничении до 300 человек числа казённокоштных студентов в каждом университете[43].
- 1854, 22 октября — Создание первого в мире факультета восточных языков в Императорском Санкт-Петербургском университете.
- 1855, 12 января — Торжества, посвященные 100-летию Императорского Московского университета.
- 1859 — Первые студенческие сходки в университетах.
- 1859/1860 учебный год — Появление в университетских аудиториях женщин на лекциях.
- 1861—1863 — Широкое обсуждение в России проекта нового университетского Устава.
- 1861, осень — Студенческие волнения в Московском и Санкт-Петербургском университетах. Временное закрытие Императорского Санкт-Петербургского университета.
- 1863, 18 июня — Утверждение Александром II «Общего устава российских университетов».
- 1865, 1 мая — Открытие Императорского Новороссийского университета в Одессе.
- 1869 — Создание Императорского Варшавского университета.
- 1860-е — Появление в российских университетах аспирантуры.
- 1860—1870-е — Создание системы исторического образования в российских университетах.
- 1878, 16 мая — Указ Александра II об открытии Императорского Томского университета.
- 1880, 26 августа — Закладка первого здания Императорского Томского университета.
- 1884, 3 августа — Утверждение Александром III нового университетского Устава.
- 1885, 8 мая — Утверждение новой формы одежды для студентов императорских российских университетов.
- 1888, 27 июля — Торжественное открытие Императорского Томского университета.
- 1889 — Введение на всех факультетах университетов семестровых экзаменов.
- 1889, 30 декабря — Утверждение жетона для окончивших курс университета.
- 1893 — Переименование Дерптского университета в Юрьевский, унификация его Устава с Уставом других российских университетов.
- 1898, сентябрь — Открытие юридического факультета Томского университета.
- 1899, февраль—март — Первая Всероссийская студенческая забастовка.
- 1899, 11 июня — Установление нагрудного знака для лиц, окончивших курс российских университетов по всем факультетам, кроме медицинского.
- 1899, 29 июля — Издание «Временных правил об отбывании воинской повинности воспитанниками высших учебных заведений».
- 1901, январь—февраль — Отдача в солдаты 183 студентов Киевского и 27 студентов Санкт-Петербургского университетов.
- 1901, март — Студенческие выступления во всех университетах России.
- 1901, 22 декабря — Утверждение «Временных правил организации студенческих учреждений в высших учебных заведениях ведомства МНП».
- 1902, февраль — Всероссийская студенческая забастовка.
- 1905, февраль — Начало активных студенческих выступлений в ходе Первой российской революции.
- 1905, 27 августа — Введение «Временных правил по управлению университетами».
- 1905, октябрь — Закрытие на год занятий в Санкт-Петербургском университете.
- 1906, 5—26 января — Совещание ректоров и профессоров университетов для выработки проекта нового университетского Устава.
- 1906, 14 сентября — Учреждение должности проректора университета.
- 1907 — Восстановление действия университетского Устава 1884 года.
- 1909, 10 июня — Подписание Николаем II Указа об открытии Императорского Николаевского университета в Саратове.
- 1909, 23 сентября — Первая лекция в Императорском Николаевском университете.
- 1909, — 6 декабря — Торжественное открытие Императорского Николаевского университета в Саратове.
- 1910, 26 сентября — Запрещение министром народного просвещения Л. А. Кассо всех студенческих союзов и собраний.
- 1910—1914 — Строительство четырёх корпусов Императорского Николаевского университета в Саратове.
- 1910, конец — 1911, начало — Студенческие выступления в связи с похоронами профессора Московского университета С. А. Муромцева (Председателя I Государственной думы) и смертью Л. Н. Толстого.
- 1911, 11 января — Постановление Совета министров о ликвидации университетской автономии.
- 1911 — Уход в отставку 130 профессоров и преподавателей Московского университета в знак протеста против курса Министра народного просвещения Л. А. Кассо.
- 1914, 16 марта — Первая защита женщиной магистерской диссертации в Санкт-Петербургском университете.
- 1915, август — Разрешение принимать женщин в качестве студентов в Императорском Николаевском и Императорском Томском университетах.
- 1915, осень. — Прибытие в Саратов эвакуированных преподавателей и студентов Императорского Киевского университета.
- 1915 — Эвакуация Императорского Варшавского университета в Ростов-на-Дону, где на его основе был открыт в 1918 году Ростовский университет.
- 1916 — Эвакуация Императорского Юрьевского университета в Воронеж, где на его основе был открыт в 1918 году Воронежский университет.
- 1917, март — Удаление из названия Императорского Московского университета слова «Императорский» после отречения императора Николая II. Соответствующая надпись была сбита с фронтона главного корпуса университета на Моховой.

### Монографии и статьи
- Соловьев И. М. Русские университеты в их уставах и воспоминаниях современников. — С.-Петербург: Типо-лит. «Энергия», 1913.
- Сухомлинов М. И. Русские университеты, учрежденные в начале царствования имп. Александра I. — С-Пб., 1865.
- Эймонтова Р. Г. Русские университеты на грани двух эпох. — М., 1985.
- Российские университеты в XVII—XX веках, 1998—2000.
- Петров Ф. А. Формирование системы университетского образования в России. Т. 1. Российские университеты и Устав 1804 года. — М., 2002
- Петров Ф. А. Формирование системы университетского образования в России. Т. 2. Становление системы университетского образования в первые десятилетия XIX в. — М., 2002.
- Петров Ф. А. Формирование системы университетского образования в России. Т. 3. Университетская профессура и подготовка Устава 1835 года. — М., 2003.
- Петров Ф. А. Формирование системы университетского образования в России. Т. 4. Российские университеты и люди 1840-х годов. Ч. 1. Профессура. Ч. 2. Студенчество. — М., 2003.
- Шевырев С. П. История имп. Московского университета, написанная к столетнему его юбилею. 1755—1855. — М, 1855.
- Императорский Московский университет: 1755—1917. Энциклопедический словарь / Андреев А. Ю., Цыганков Д. А.. — М.: РОССПЭН, 2010. — 894 с. — 2000 экз. — ISBN 978-5-8243-1429-8.
- Петухов Е. В. Императорский Юрьевский, бывший Дерптский университет за сто лет его существования. 1802—1902. — Юрьев, 1902.
- Загоскин Н. П. История имп. Казанского университета за первые сто лет его существования. Тт. 1—3. — Казань, 1902—1904.
- Зуев С. Э. Университет. Хранитель идеального: Нечаянные эссе, написанные в уединении. — М.: Новое литературное обозрение, 2022. — 264 с. — ISBN 978-5-4448-1872-5.
- Багалей Д. И., Сумцов Н. Ф., Бузескул В. П. Краткий очерк истории Харьковского университета за первые сто лет его существования. — Харьков, 1906.
- Багалей Д. И. Опыт истории Харьковского университета (по неизданным материалам). Т. 1 (1802—1815), 1904.
- Багалей Д. И. Опыт истории Харьковского университета (по неизданным материалам). Т. 2 (1815—1835), 1904.
- Григорьев В. В. Императорский С.-Петербургский университет в течение первых 50 лет его существования. — С.-Пб, 1870.
- Владимирский-Буданов М. Ф. История имп. университета св. Владимира. Т. 1. — Киев, 1884.
- Маркевич А. И. 25-летие имп. Новороссийского университета. — Одесса, 1890.
- Есипов В. В. Высшее образование в Царстве Польском (1815—1915). Варшавский университет. — С.-Пб., 1914.
- История Тартуского университета. 1632—1982. — Таллин, 1982.
- История Вильнюсского университета. 1579—1979. — Вильнюс, 1979.
- Мраморнов А. И. Саратовский императорский университет в годы Первой Мировой войны (1914—1917 годы) // Известия Саратовского университета. — 2009. — Т. 9. — Вып. 1.
- Левандовский А. А. Время Грановского: У истоков формирования русской интеллигенции. — М.: Молодая гвардия, 1990. — 304 с. — 100 000 экз. — ISBN 5-235-00621-6.
- Кузьминов Я. И., Юдкевич М. М. Университеты в России: как это работает. — М.: Изд-во ВШЭ, 2021. — 616 с. — ISBN 978-5-7598-2373-5.
- Андреев А. Ю. Российские университеты ХVIII — первой половины XIX века в контексте университетской истории Европы. — М.: «Знак», 2009. — 640 с.
- Петухов Е. В. Императорский Юрьевский, бывший Дерптский, университет за сто лет его существования (1802—1902). Ист. очерк. Т. 1. Первый и второй периоды (1802—1865). — Юрьев, 1902.
- Шевырев С. П. История Московского университета, написанная к столетнему его юбилею ординарным профессором русской словесности и педагогии Степаном Шевыревым. 1755—1855. — М.: Университетская типография, 1855. — 584 с.]
- Как жили студенты Петербургского университета в первой половине XIX века // Санкт-Петербургский университет. — 20 февраля 2009 года. — № 2—3 (3788—3789).

### Статьи в энциклопедиях
- Университет // Энциклопедический словарь Брокгауза и Ефрона : в 86 т. (82 т. и 4 доп.). — СПб., 1890—1907.
- Университеты и другие высшие школы в 1902—1906 гг. // Энциклопедический словарь Брокгауза и Ефрона : в 86 т. (82 т. и 4 доп.). — СПб., 1890—1907.
- Московский университет // Энциклопедический словарь Брокгауза и Ефрона : в 86 т. (82 т. и 4 доп.). — СПб., 1890—1907.
- Юрьевский университет // Энциклопедический словарь Брокгауза и Ефрона : в 86 т. (82 т. и 4 доп.). — СПб., 1890—1907.
- Виленский университет // Энциклопедический словарь Брокгауза и Ефрона : в 86 т. (82 т. и 4 доп.). — СПб., 1890—1907.
- Харьковский университет // Энциклопедический словарь Брокгауза и Ефрона : в 86 т. (82 т. и 4 доп.). — СПб., 1890—1907.
- Казанский университет // Энциклопедический словарь Брокгауза и Ефрона : в 86 т. (82 т. и 4 доп.). — СПб., 1890—1907.
- Варшавский университет // Энциклопедический словарь Брокгауза и Ефрона : в 86 т. (82 т. и 4 доп.). — СПб., 1890—1907.
- Санкт-Петербургский университет // Энциклопедический словарь Брокгауза и Ефрона : в 86 т. (82 т. и 4 доп.). — СПб., 1890—1907.
- Киевский университет св. Владимира // Энциклопедический словарь Брокгауза и Ефрона : в 86 т. (82 т. и 4 доп.). — СПб., 1890—1907.
- Новороссийский университет // Энциклопедический словарь Брокгауза и Ефрона : в 86 т. (82 т. и 4 доп.). — СПб., 1890—1907.
- Томский Императорский Университет // Энциклопедический словарь Брокгауза и Ефрона : в 86 т. (82 т. и 4 доп.). — СПб., 1890—1907.